# 쇼시 내친왕 (1195년)
쇼시/노보루코 내친왕(일본어: 昇子内親王 しょうし（のぼるこ）ないしんのう[*], 겐큐 6년 8월 13일 (1195년 9월 18일) - 겐랴쿠 원년 11월 8일 (1211년 12월 14일))은 가마쿠라 시대의 황족이다. 동궁 모리나리 친왕 (준토쿠 천황)의 준모황후이자 여원이다. 원호는 슌카몬인 (春華門院)이다. 고토바 천황의 1황녀로, 중궁 쿠죠 타에코 (기슈몬인, 쿠죠 카네자네의 딸)의 유일한 소생이다.

## 생애
겐큐 6년 (1195년) 10월 16일에 내친왕 선하를 받았다. 얼마 지나지 않아서, 하치죠인의 유자가 되어, 하치죠인의 곁에서 자랐다. 겐큐 7년 (1196년) 정월, 병상에 있던 하치죠인은 방대한 하치죠인령 대부분을 쇼시 내친왕에게 물려주는 내용의 양장을 작성했으나, 이후 하치죠인은 병에서 회복되었다. 그 해 4월에 일품 준삼후에 올랐다. 조겐 2년 (1208년) 8월 8일, 이복동생인 동궁 모리나리 친왕 (후의 준토쿠 천황)의 준모로 황후궁애 책봉된다. 조겐 3년 (1209년) 4월 25일에 원호 선하를 받아 슌카몬인(春華門院)이 되었다. 겐랴쿠 원년 (1211년) 6월 26일, 하치죠인이 사망해, 그 소령의 대부분을 상속받았지만, 쇼시 내친왕도 같은 해 11월 8일에 17살의 나이로 사망했다. 하치죠인령은 그 후 준토쿠 천황에게 상속되었다.